# Nationale Synode (2010)
De Nationale Synode was een bijeenkomst op 10 en 11 december 2010 in Dordrecht van christenen uit verschillende Nederlandse kerkgenootschappen om eenheid onder christenen te laten zien. De naam Nationale Synode is een verwijzing naar de laatste Nationale Synode in 1618, de Synode van Dordrecht. De Nationale Synode heeft geen verdere formele status.

## Aanleiding
Gerrit de Fijter, destijds preses van de Protestantse Kerk in Nederland pleitte in augustus 2008 in een column in het Centraal Weekblad voor een nationale synode van christenen van alle protestantse kerken. Het viel hem op dat tijdens zijn vakantie in de Ardennen op de camping leden van heel verschillende kerken samen een dienst bijwonen.
Het voorstel werd opgepikt door de PKN en er werd een stuurgroep gevormd bestaande uit verschillende christelijke leiders met een diverse kerkelijke achtergrond. Veel kerken en christenen lieten weten de actie te steunen. Er was enige discussie of de Rooms-Katholieke Kerk ook uitgenodigd moesten worden. Zo pleitte Arie de Snoo, oud-synodevoorzitter van de Gereformeerde Kerken vrijgemaakt, daarvoor. De Fijter was daar zelf geen voorstander van, omdat hij veel kritiek verwachtte op dat besluit. In een later stadium zou hij wel voorstander zijn van een oecumenisch concilie, met de Rooms-Katholieke Kerk erbij. Uiteindelijk waren vertegenwoordigers van de Rooms-Katholieke Kerk als waarnemer aanwezig.

### Kritiek
Er was ook kritiek op het besluit om de synode te organiseren. Zo vond professor George Harinck dat het begrip Nationale Synode niet correct was, zolang de Rooms-Katholieke Kerk niet deelnam.  De Hersteld Hervormde Kerk besloot bijvoorbeeld niet deel te nemen omdat ook de Remonstrantse kerk was uitgenodigd. In 1618 waren de remonstranten nog veroordeeld op de synode vanwege hun leerstellingen. Het Remonstrants Broederschap zelf besloot uiteindelijk ook af te haken, omdat zij bij de organisatoren juist een kritische houding misten over de vorige 'nationale synode' vierhonderd jaar eerder, waar remonstranten juist de wacht werd aangezegd.
De Gereformeerde Kerken hersteld, de Gereformeerde Gemeenten, de Gereformeerde Gemeenten in Nederland en de Oud Gereformeerde Gemeenten stuurden ook geen afvaardiging. Zij hadden vooral moeite met de brede samenstelling van de synode en tegen de zogeheten Credotekst, die volgens hen belangrijke elementen uit de geloofsbelijdenis mist. De Vereniging van Vrijzinnig Protestanten bleef weg omdat ze de Credotekst juist te star vond.
De stuurgroep presenteerde in oktober 2009 ook nog een gemeenschappelijke Credotekst, waarover gediscussieerd kon worden, en die christenen op persoonlijke titel konden onderschrijven. Ook vanuit vrijzinnige hoek was er veel kritiek. De tijd zou er nog niet rijp voor zijn, en de beschikbare energie zou beter gebruikt kunnen worden. Op het credo kwam ook kritiek dat het verschillen tussen christenen niet zou benoemen of zelfs vermijden.

## Samenstelling stuurgroep
- Susanne Freytag, predikant Evangelische-Lutherse gemeente
- Gerrit de Fijter, predikant en voormalig preses van moderamen PKN
- Barend Kamphuis, hoogleraar theologie, Gereformeerde Kerken (vrijgemaakt)
- Izak Kole, oud-directielid Driestar College, secretaris Contactorgaan Gereformeerde Gezinde, lid van Gereformeerde Gemeente
- Sjaak van 't Kruis, predikant PKN
- Eginhard Meijering, Remonstrants theoloog
- Eric Peels, hoogleraar en predikant, Christelijk Gereformeerde Kerken
- Peter Sleebos, voorzitter Verenigde Pinkster- en Evangeliegemeenten
- Samuel Lee, directeur foundation university, en voorganger Jesus Christ Foundation Kerken
- Moses Alagbe, voorzitter Pentecostal Council of Churches, directeur Amsterdam Bible Academy

## Programma
De Nationale Synode vond plaats op vrijdag 10 en zaterdag 11 december 2010. De nadruk lag op twee grote bijeenkomsten in de Grote Kerk in Dordrecht. Daarbuiten was driemaal de mogelijkheid voor deelnemers elkaar te ontmoeten in kleine groepjes. Er was ruimte voor 1200 bezoekers. Deze waren afkomstig uit 52 verschillende kerkgenootschappen. Naast 500 vertegenwoordigers namens de kerken was er dus ruimte voor 700 individuele kerkleden om deel te nemen.
Het hoofdprogramma de eerste dag bestond uit een welkom van Gerrit de Fijter en Arno Brok, de burgemeester van Dordrecht. Er was ruimte voor samenzang en Schriftlezing. Daarnaast waren er toespraken van Erik Peels, Teun van der Leer (baptisten) en Eric Meijering. 
De tweede dag werd het welkom gedaan door Sjaak van ’t Kruis. Peter Sleebos interviewde verschillende mensen over de Nationale Synode en de Credotekst werd ook voorgelezen. Harmen van Wijnen, directeur van de HGJB, hield een toespraak met als thema Een brug naar de toekomst. Aan het einde werd een zogeheten Signaaltekst overhandigd aan minister Piet Hein Donner. Daarin werd spijt betuigd over de kerkelijke verdeeldheid in het verleden, maar ook het streven om als christenen "die behoren tot verschillende kerken maar luisteren naar hetzelfde evangelie" ook beter naar elkaar te luisteren en elkaar te helpen. Het tweede punt dat werd uitgesproken in de Signaaltekst was dat christenen zich ook positief inzetten "voor een gezonde en rechtvaardige samenleving".

## Toekomstplannen
In de toekomst zal de Nationale Synode waarschijnlijk om de twee jaar plaatsvinden. In 2018-19, 400 jaar na de Nationale Synode in Dordrecht, wil de stuurgroep proberen een "echte" synode te organiseren, waarbij kerken ook daadwerkelijk het mandaat hebben om beslissingen te nemen.